# Rudgea nivosa
Rudgea nivosa är en måreväxtart som beskrevs av Éduard-François André. Rudgea nivosa ingår i släktet Rudgea och familjen måreväxter. Inga underarter finns listade i Catalogue of Life.